# Dunham-on-the-Hill
Dunham-on-the-Hill est un village du Cheshire, en Angleterre.